# Marketing direto
Marketing direto é um sistema,  também  interativo de marketing, que usa uma ou mais mídias de propaganda para obter uma resposta mensurável e/ou uma transação em qualquer localização.
Entre os principais meios utilizados para a construção de um marketing direto com qualidade, estão a inteligência de banco de dados, impressão, criação de URLs personalizadas e acompanhamento e análise de retorno de investimento em marketing, como também aplicações de tecnologias como realidade aumentada, QR Codes variáveis e personalizados, e-mail marketing, SMS marketing, geotagging e desenvolvimento de mapas variáveis ponto a ponto.
O marketing direto é uma das mais emergentes ferramentas de marketing que surgiram com a nova economia, consistindo em contactos diretos que ocorrem individualmente entre a empresa e um cliente (ou grupo de clientes com necessidades idênticas). O Marketing Direto, deve ser utilizado para conseguir uma relação personalizada com os clientes, de forma a conhecê-los o suficiente para poder oferecer a cada categoria os bens e serviços mais adequados. Esta ferramenta é fundamental na fidelização dos clientes, contribuindo para a maximização da receita média por cliente. As ações desenvolvidas neste âmbito visam a satisfação do consumidor, constituindo a base para a criação de uma relação duradoura, na conquista da sua confiança e lealdade à marca. O Marketing Direto vem dar resposta a uma necessidade crescente das empresas em satisfazerem as necessidades de clientes cada vez mais informados e mais exigentes.
Tradicionalmente, utiliza-se a expressão "marketing direto" para atividades mais ligadas às ações de vendas ou captação. E a expressão "marketing relacional" para ações mais ligadas aos programas de relacionamento ou fidelização. Na realidade, todas estas expressões estão intrinsecamente ligadas ao marketing direto ou marketing 1a1.
Os principais objectivos do marketing direto são:
- Pesquisa mercado;
- Identificação de clientes potenciais;
- Conquistar novos clientes;
- Fidelização de clientes;
- Divulgação da marca e dos seus produtos ao público alvo definido;
- Rentabilização da Força de Vendas
- Obtenção de resultados mensuráveis;
- Maximização do lucro.

## Etapas Para a construção de uma relação one-to-one ou marketing 1A1
A relação one-to-one pode ser denominada como uma learning relationship, em que o cliente especifica as suas necessidades à empresa, esta customiza o seu produto / serviço de acordo com essas especificidades e, na próxima interacção com aquele cliente particular, a empresa “lembra-se” delas e fornece o produto sem que o cliente tenha que as repetir. Na construção de uma relação one-to-one com os seus clientes, a empresa deverá percorrer quatro etapas:

### Identificação dos Clientes
A empresa deve conhecer a identidade dos clientes (pelo menos dos mais importantes), as suas necessidades, o que compram, etc. A criação de um sistema que permita esta identificação cada vez que os clientes contactam com a empresa é fundamental para que se estabeleça uma relação one-to-one assim como a actualização constante dessa informação.

### Diferenciação dos Clientes
Identificados os clientes, a empresa deve diferencia-los por valor (o valor actual do cliente deve contemplar o rendimento esperado, como por exemplo prestações mensais, para a duração da sua relação com a empresa, o chamado Lifetime value) e por necessidade (o que pretendem ou quais os produtos / serviços que necessitam da empresa).

### Interacção com os Clientes
A importância das interacções numa relação one-to-one leva a que a que as empresas devam desenvolver formas de manter um diálogo continuado com os seus clientes para que possam aprender mais sobre os seus interesses, necessidades e prioridades.
Com a proliferação dos canais de contacto, as oportunidades que o cliente tem para interagir com a empresa são inúmeras. Cabe á empresa controlar essas interacções e retirar o maior partido delas. A criação de um site na internet, de um call center ou de um direct mail devem ser integradas numa estratégia que permita uma visão única do cliente por parte da empresa. Uma alternativa passa pela inovação de uma nova forma de interacção do cliente com a empresa.

### Customização do Produto / Serviço
Utilizando a informação recolhida nas fases anteriores, a empresa está apta a lidar com cada cliente de forma individualizada e até ajustar o seu produto / serviço às necessidades específicas desse cliente. Se nas empresas de serviços é relativamente fácil customizar, quando falamos de produtos físicos, o custo aumenta substancialmente. A resposta pode passar pela customização em massa, em que o produto / serviço pode ser visto como um conjunto de vários blocos e passíveis de serem produzidos com antecedência, permitindo ao cliente escolher várias combinações, dando-lhe a percepção de customização. Ao mesmo tempo ou em alternativa, a empresa pode expandir as necessidades dos seus clientes oferecendo um conjunto de serviços associados ao produto, sem ter assim que customizar o produto / serviço em si. As empresas que queiram construir relações personalizadas e rentáveis com os seus clientes, necessitam de se organizar e integrar as suas principais funções em torno de um objectivo comum: o cliente individual.

## Vantagens da utilização do marketing direto
Os principais benefícios da utilização das técnicas de marketing directo são:
- atualmente, com a evolução dos utilizadores de Internet, a maior parte das empresas aposta no recolhimento dos dados dos seus clientes através do registo dos mesmos no site da empresa ou outro. Isto traz-lhes uma maior facilidade de identificação do segmento alvo, utilizando toda a informação fornecida activamente pelos clientes  no momento do registo no site, bem como todo o histórico de contactos que o cliente teve no site da empresa (que páginas visitou? durante quanto tempo? quais os assuntos que consultou? que compras fez?, etc.). Nas situações mais avançadas as empresas possuem programas de CRM (Customer Relationship Management) que permitem armazenar todos os contactos que o cliente teve com a empresa mesmo através de outros canais, que não a Web. Para termos uma ideia do potencial de uma base de dados explorada ao seu limite, temos o exemplo de uma livraria online, a Barnes & Noble (www.barnesnoble.com), que envia automaticamente aos seus clientes informações sobre novos lançamentos, sendo a lista de destinatários criada automaticamente com base no histórico de aquisições destes;
- maior profundidade no relacionamento entre a empresa e o cliente, dado o maior conhecimento que esta possui do cliente. Por exemplo as grandes contas podem ter acesso a uma área privada do site da empresa, onde é possível consultarem os seus extractos de conta corrente, a situação das suas encomendas, entre outras informações específicas;
- menor custo dos contactos via e-mail ou através do site, do que no caso de os contactos serem pessoais, por correio ou telefone. Caso exista personalização, quando o cliente visita o site, se estiver registado, é logo identificado e tratado pessoalmente, tendo acesso a informações específicas como o histórico de aquisições efectuadas.

## A relação entre o marketing direto e as comunicações de marketing-mix
O marketing directo difere das outras ferramentas de comunicação de marketing. 
- Primeiro, quem usa o marketing directo vai direito ao consumidor, sem passar pelos revendedores ou pela distribuição.
- Segundo, ele é concebido para criar respostas e não para criar conhecimento ou melhorar a imagem da empresa.
- A comunicação no marketing directo normalmente envolve uma publicidade de resposta directa, isto é, publicidade desenhada para motivar os consumidores a responder seja a um questionário ou encomenda. O marketing directo também comunica directamente com os consumidores através de media especializados (targeted) em vez de mass media - direct mail, telemarketing.
- Difere das vendas pessoais. Não confia na força de vendas para divulgar a mensagem. No marketing indirecto a força de venda desempenha um papel primordial informando e vendendo aos revendedores ou consumidores finais. No marketing directo confia-se nos media e não no vendedor. No marketing directo a mensagem comunicada num media não pessoal tem uma contribuição mensurável para a venda. Contudo, frequentemente são necessários vendedores para completar a venda ou fornecer informação para responder às dúvidas após a peça de direct mail.

Finalmente a diferença reside na facilidade com que se podem testar os vários elementos da peça do media. Como o marketing directo leva directamente à venda e não à mudança de atitude, a manipulação de um nº 0800, um desconto especial, as características de um produto como parte de uma peça de comunicação de marketing directo pode ser notado rapidamente.

## Tipos de marketing direto
1. Processo de um passo: O consumidor responde a um anúncio que saiu na mídia e recebe o produto pelo correio. Uma brochura promocional relacionada com a compra pode vir incluída no produto.
2. Processo de dois passos: O potencial consumidor primeiro tem que ser qualificado antes de encomendar o produto. As companhias de seguros usam este tipo de processo quando pedem um exame físico antes de concederem o seguro. Ou quando uma empresa de venda a prestações verifica o crédito de alguém antes de conceder um cartão de crédito. Ou quando se cobra uma taxa antes de se dar o catálogo da empresa; esta taxa pode servir de garantia nas vendas.
3. Opção negativa: O cliente subscreve um plano oferecido por empresas que vendem livros ou discos e recebem regularmente produtos que não encomendaram. A mercadoria inicial é oferecida com um brinde ou desconto.

## Desenhar uma estratégia de marketing directo
A estratégia de marketing directo detalha os eventos e métodos necessários para completar um objectivo. Inclui decisões em cinco áreas: (1) a oferta, (2) o meio, (3) a mensagem, (4) o tempo e a sequência e (5) o serviço ao cliente.
1. A oferta: O que se oferece é a chave para o sucesso ou para o fracasso e a forma como é apresentado pode ter um efeito dramático. A mensagem e o design devem ser apoiados por uma pesquisa prévia. Quando se concebe uma oferta é preciso Ter em conta alguns factores incluindo o preço do produto, quem paga o custo do tratamento da encomenda, que opções de produto se devem oferecer, como motivar os consumidores e como facilitar a resposta.

1. O meio e a mensagem: A estratégia da mensagem deve ter em consideração as necessidades da audiência alvo, dos objectivos da empresa e de factores como a repetição, memorização.  A escrita deve captar a atenção através do conteúdo e do design.

1. Temporização e sequência: O marketing directo deve chegar ao cliente correcto no momento adequado. As decisões de tempo e sequência dependem muitas vezes da qualidade da base de dados e da pesquisa subjacente.

1. Serviço ao cliente: Os tipos de serviço ao cliente oferecidos - números de telefone gratuitos, tempo para experimentar o produto gratuitamente, aceitação de cartões de crédito, site web - são importantes técnicas para motivar os consumidores a comprar através dos meios de resposta directa. O nível da qualidade do serviço também é importante.

## Principais formas de marketing direto
O marketing direto é constituído por venda pessoal, marketing de mala direta, marketing de catálogo, telemarketing, marketing de televendas, marketing de terminais multi mídia (quiosques), novas tecnologias de marketing direto digital e marketing online.
Marketing de mala direta
O marketing de mala direta é o envio de uma oferta, anúncio, lembrete ou outro item a uma pessoa em um determinado endereço. A mala direta é bastante adequada para comunicação direta, um-para-um (one-to-one). Ela permite grande seletividade de público alvo, pode ser personalizada, é flexível e possibilita a fácil mensuração dos resultados. Embora seu custo seja mais alto do que de outras mídias de massa, como televisão e revistas, as pessoas atingidas são clientes potenciais muito melhores. A mala direta continua sendo eficaz na promoção de todos os tipos de produtos, de livros até vestuário.O setor de mala direta está constantemente buscando novos métodos e abordagens, um exemplo disso é o crescimento de mídias como CDs e Dvds de malas diretas. O e-mail e outros novos veículos possibilitam o envio de mala direta a uma velocidade incrível em comparação com o serviço dos correios. Mesmo assim o envio de e-mails ou correspondências pode ser visto pelo cliente em potencial como uma correspondência sem importância ou spam se enviados a várias pessoas. Por esse motivo as empresas estão tendo cautela em concentrar esforços nessa ferramenta. Hoje as empresas desenvolvem programas baseados em permissão para o envio de anúncios por e-mail somente para pessoas que realmente estejam interessadas em recebê-las.
Marketing de catálogo
No marketing de catálogos, as empresas enviam para endereços selecionados um ou mais catálogo de toda linha de mercadorias, normalmente em forma impressa, mas às vezes em CD, vídeo ou on-line. No marketing de catálogos, as empresas enviam para endereços selecionados um ou mais catálogo de toda linha de mercadorias, normalmente em for¬ma impressa, mas às vezes em CD, vídeo ou on-line.
Muitas vezes as empresas enviam catálogos com informações de produtos que irão interessar os clientes e diferenciam os catálogos  com textos e imagens dos produtos, fazendo com que o interesse do cliente seja despertado para uma futura compra ou até mesmo conhecimento de outros produtos da empresa. Hoje existem catálogos que são disponibilizados on line no site da empresa o que torna o processo mais ágil e o custo mais baixo.
Os catálogos se tornam cada vez mais populares, muitas empresas vendem por catálogo, como Avon, Natura, Hermes. Quando a oferta correta é enviada, para a listagem adequada, com base em uma abordagem de comunicação orientada para o consumidor, as pessoas que irão receber, lerão e responderão.
Os correios é o meio mais comum de fazer a entregue de catálogos, muitas empresas até disponibilizam em seu site links para o cliente se cadastrar e receber o catálogo em sua residência, tornado assim o relacionamento com o cliente mais próximo e assertivo.
Telemarketing: o telefone como ferramenta para venda direta
O telemarketing envolve a utilização do telefone para vender diretamente aos consumidores e clientes organizacionais. Todos nós estamos familiarizados com o telemarketing dirigido aos consumidores, mas as empresas vendedoras de produtos organizacionais também o estão utilizando amplamente.
As empresas utilizam o telemarketing ativo para vender diretamente aos consumidores e a outras empresas. O telemarketing receptivo realizado por meio dos anúncios de ligação gratuita, é utilizado para receber pedidos gerados por comerciais na televisão, anúncios impressos, mala direta ou catálogos. A utilização dos números 0800 ampliou-se nos últimos anos à medida que uma quantidade cada vez maior de empresas começou a usá-los e que aquelas que já os utilizavam  introduziram novas características, como linhas de fax grátis. Para fazer frente a esse rápido crescimento, foram acrescentados novos códigos de área para as linhas gratuitas.
O telemarketing adequadamente projetado e direcionado proporciona muitos benefícios, inclusive praticidade na compra e mais informações sobre o produto e o serviço. Entretanto a explosão do telemarketing ativo tem irritado muitos consumidores com telefonemas quase diários que interrompem suas refeições ou outras atividades.
No momento existem em alguns países legislações especificas para as empresas de telemarketing, existem empresas que fazem o cadastro de clientes que realmente desejam receber tais ligações e podem definir disponibilidade de horário, e periodicidade dessas ligações.
A verdade que essas restrições das ligações parecem estar ajudando, e não prejudicando, a maioria das empresas de marketing direto. Muitas dessas empresas estão ajustando suas atividades de call Center, ao invés de repetir as ligações para clientes muitas vezes insatisfeitos, elas passaram a administrar relacionamentos com os clientes existentes. Elas estão desenvolvendo sistemas específicos que façam com que o cliente escolha receber as informações de um determinado produto ou serviço, dessa forma o cliente fica satisfeito e o relacionamento entre empresa e cliente tende somente a melhorar.
Marketing de Televendas
Existem duas modalidades importantes de marketing de televendas. A primeira é a propaganda interativa. As empresas que empregam esse tipo de marketing direto transmitem comerciais de 60 a 120 segundos que descrevem um produto persuasivamente e oferecem a seus clientes um número de chamadas grátis para fazer o pedido. É comum também que os telespectadores deparem com programas publicitários de 30 minutos ou mais, chamados infomerciais, que promovem um único produto.
Durante anos, os infomerciais foram associados a discursos de vendas  questionáveis que promoviam espremedores de frutas, escovas que alisavam cabelos em poucos minutos e métodos milagrosos para ficar em forma sem muito esforço.
Os comerciais de televendas são geralmente mais baratos para produzir e a compra da mídia é menos dispendiosa. Além disso diferentemente da maioria das campanhas de mídia, os anúncios de televendas incluem um número 0800 ou um endereço na internet, tornando mais fácil para as empresas acompanhar o processo de veiculação. Por esse motivo a propaganda interativa está crescendo mais rapidamente do que as propagandas em canais tradicionais ou a cabo. Alguns especialistas afirmar que em cinco ou dez anos, à medida que as empresas buscam maiores retornos sobre seus investimentos em propaganda, toda propaganda na televisão será em alguma forma de televendas.
Marketing direto on line
Internet Marketing, também conhecida como marketing online, internet, publicidade, e-Marketing  (ou e-Marketing), é a comercialização dos produtos ou serviços através da internet.
A Internet trouxe muitos benefícios exclusivos para comercialização, uma das qualidades únicas deste meio são os menores custos para a distribuição de informações para o público global, a natureza interativa do marketing na internet, tanto em termos de prestação de resposta instantânea como em obter respostas.
O marketing na internet une criatividade e técnicas específicas, incluindo design, desenvolvimento, publicidade e vendas.

## Marketing
As ações de marketing direto devem ser planejadas para que o sucesso seja garantido. Para que o mesmo ocorra, devem ser seguidas as seguintes etapas:
- a)Diagnóstico: entender as necessidades antes de deflagrar a ação;
- b)Objetivos: definição dos objetivos que podem ser a conquista de novos clientes, a geração de leads, a venda, a fidelização e a maximização da rentabilidade de clientes;
- c)Definição do público alvo: quem se quer atingir, em que quantidade, onde buscar os nomes desejados, quais as segmentações desejadas e qual mailing  a ser utilizado;
- d)Oferta: deve ser entendida em seu sentido amplo, como um conjunto que inclui o produto/serviço propriamente dito, a informação ou material promocional, o preço e as condições de comercialização, brindes, prêmios, sorteio e amostras, a entrega (prazo, custo do frete) e as garantias (do produto/serviço, de devolução, de privacidade);
- e)Comunicação e abordagem: em que contexto a ação estará inserida, o que estará sendo comunicado, briefing ;
- f)Mídias (Media): que veículos serão usados para atingir o público alvo;
- g)Canais de resposta: que meios serão oferecidos para que o público alvo responda/compre;
- h)Momento de deflagrar a ação: em que momento deve-se abordar o cliente ou prospect, devendo levar-se em consideração o estágio do ciclo de vida do cliente;
- i)Custo: cálculo do break-even-point , o retorno sobre investimento, ROI, é calculado a posteriori, testes;
- j)Resultado esperado: é realizada a mensuração/avaliação dos resultados esperados;
- k)Fulfillment: Todas as atividades necessárias para o atendimento de um pedido gerado por uma campanha de marketing direto. Pode ser dividido em três fluxos: de informações, de mercadorias (entrega) e de valores (cobrança);
- l)Acompanhamento e controle: os mecanismos de controle devem permitir uma rápida correção de rumos e o aperfeiçoamento constante da ação.

Para serem desenvolvidas ações de marketing dire(c)to, as seguintes mídias podem ser utilizadas com efetividade:
- E-mailing:
- Mala dire(c)ta;
- Catálogos;
- Telemarketing;

### Taxa de retorno
Muito afirma-se a respeito de taxas de 2% de retorno, quando realiza-se campanhas de marketing direto, utilizando-se malas dire(c)tas. Quando uma campanha e realizada, deve-se definir o público alvo e conhecê-lo o mais profundamente possível, criar uma peça (mala dire(c)ta) e forma criativa e que comunique claramente a informação a ser repassada ao cliente/prospecto. Quando esses cuidados são tomados, a taxa de retorno deve ser definida através do cálculo do ponto de equilíbrio, demonstrado na fórmula abaixo:
{\displaystyle BEP=CP/MgC}
onde:
- BEP: Break even point (ponto de equilíbrio)
- CP: Custo da promoção
- MgC: Margem de contribuição

Dessa forma, uma campanha que possua uma taxa de retorno de 40% pode não gerar o resultado esperado enquanto outra que possua o retorno e 0,05% resulte em efetividade, cobertura da campanha e lucros.

### Testes
Os testes mencionados no item anterior são mensurações planejadas e científicas que servem para identificar e realizar melhorias sistemáticas e aumentar a rentabilidade de campanhas bem como diminuir os custos, validar pesquisas, predizer o futuro e estimular a criatividade.